# Saison 2 de Two Broke Girls
Chronologie
Saison 1 Saison 3
Cet article présente le guide des épisodes de la deuxième saison de la série télévisée américaine Two Broke Girls (2 Broke Girls).

## Synopsis
Max, une serveuse travailleuse, se retrouve à aider Caroline, une nouvelle au restaurant autrefois richissime, mais ayant tout perdu à la suite des fraudes de son père. Max propose à Caroline d'être sa nouvelle colocataire.

## Généralités
- Aux États-Unis, cette saison a été diffusée entre le 24 septembre 2012 et le 13 mai 2013 sur CBS.
- Au Canada, elle a été diffusée en simultané sur le réseau Citytv.
- En France, elle a été diffusée entre le 16 novembre 2013 et le 21 décembre 2013 sur OCS Happy.
- En Suisse, elle a été diffusée entre le 16 février 2014 et le 4 mai 2014 sur RTS Un.
- Au Québec, elle a été diffusée entre le 2 avril 2015 et le 3 mars 2016 sur VRAK.
- Elle reste inédite en Belgique.

## Distribution

### Acteurs principaux
- Kat Dennings (VF : Anne Dolan) : Max Black
- Beth Behrs (VF : Lydia Cherton) : Caroline Channing
- Garrett Morris (VF : Hervé Furic) : Earl
- Matthew Moy (en) (VF : Vincent de Bouard) : Han Lee
- Jonathan Kite (VF : Loïc Houdré) : Oleg
- Jennifer Coolidge (VF : Carole Franck) : Sophie

### Acteurs récurrents
- Steven Weber (VF : Serge Faliu) : Martin Channing, père de Caroline
- Ryan Hansen (VF : Emmanuel Lemire) : Andy[1]

### Invités
- Cedric The Entertainer : Darius[2] (épisode 5)
- Natalie Cohen (VF : Sandra Parra) : Molly (épisode 9)
- 2 Chainz : lui-même[3] (épisode 16)
- Piers Morgan (épisode 23)

## Épisodes

### Épisode 1:Et le magot planqué
- États-Unis /  Canada : 24 septembre 2012 sur CBS[4] / Citytv
- France :
  - 16 novembre 2013 sur OCS Happy
  - 22 janvier 2016 sur HD1
- Suisse : 16 février 2014 sur RTS Un
- Québec : 2 avril 2015 sur VRAK.TV

- États-Unis : 10,14 millions de téléspectateurs[5] (première diffusion)
- Canada : 1,318 million de téléspectateurs[6],[7]

- Steven Weber (Martin Channing)
- Robert Michael Morris (Hamish McDonough)
- Ajay Mehta (Auctioneer)
- Brian Palermo (John Westin)
- Gary Kraus (Brian)
- Kevin D'Arcy (Security Guard)
- Ursula Burton (Mother)
- Dashiell Henry Burton (Son)
- Tom Virtue (Man)
- Carrie Armstrong (Lady)

### Épisode 2:Et le collier de perles
- États-Unis /  Canada : 1er octobre 2012 sur CBS / Citytv
- France :
  - 16 novembre 2013 sur OCS Happy
  - 22 janvier 2016 sur HD1
- Suisse : 16 février 2014 sur RTS Un
- Québec : 9 avril 2015 sur VRAK.TV

- États-Unis : 9,22 millions de téléspectateurs[8] (première diffusion)
- Canada : 1,176 million de téléspectateurs[9]

- Allison Dunbar (Susan)
- Laura Everly (Hipster #1)
- Angela Giarratana (Hipster #2)
- Angela De Silva (Hipster #3)
- Jona Xiao (Hipster #4)
- Isidora Goreshter (Elena)
- Josh Latzer (Security Guard)

### Épisode 3:Et le Hold-Up
- États-Unis /  Canada : 8 octobre 2012 sur CBS / Citytv
- France :
  - 16 novembre 2013 sur OCS Happy
  - 29 janvier 2016 sur HD1
- Suisse : 23 février 2014 sur RTS Un
- Québec : 16 avril 2015 sur VRAK.TV

- États-Unis : 9,42 millions de téléspectateurs[10] (première diffusion)
- Canada : 1,204 million de téléspectateurs[11]

- Brooke Lyons (Peach)
- D.J. Pierce (Hallelujah)
- Mando Alvarado (Usher)
- Tom Christensen (Man)
- Damon Stone (Geek #1)
- Travis Lindquist (Geek #2)
- Jackson Rogow (Geek #3)
- Michaël Cohen (Ticket Taker)
- James Grabowski (Movie Man)

### Épisode 4:Et la guerre des Cupcakes
- États-Unis /  Canada : 15 octobre 2012 sur CBS / Citytv
- France :
  - 16 novembre 2013 sur OCS Happy
  - 29 janvier 2016 sur HD1
- Suisse : 23 février 2014 sur RTS Un
- Québec : 27 août 2015 sur VRAK.TV

- États-Unis : 9,3 millions de téléspectateurs[12] (première diffusion)
- Canada : 1,225 million de téléspectateurs[13]

- Frances Callier (Felicia)
- Mary Pat Gleason (Blanche)
- Edi Patterson (en) (Janis)

### Épisode 5:Et l'accord préalable de carte de crédit
- États-Unis /  Canada : 5 novembre 2012 sur CBS[14] / Citytv
- France : 
  - 23 novembre 2013 sur OCS Happy
  - 29 janvier 2016 sur HD1
- Suisse : 2 mars 2014 sur RTS Un
- Québec : 3 septembre 2015 sur VRAK.TV

- États-Unis : 9,01 millions de téléspectateurs[15] (première diffusion)

- Cedric The Entertainer (Darius)
- Eric Zuckerman (Barney)
- Rebecca Corry (Darlene)
- Mike Ivy (Reginald)
- Bruno Amato (Italian Guy)
- Malika Williams (Waitress)

### Épisode 6:Et les douceurs empoisonnées
- États-Unis /  Canada : 12 novembre 2012 sur CBS / Citytv
- France :
  - 23 novembre 2013 sur OCS Happy
  - 29 janvier 2016 sur HD1
- Suisse : 2 mars 2014 sur RTS Un
- Québec : 10 septembre 2015 sur VRAK.TV

- États-Unis : 8,94 millions de téléspectateurs[16] (première diffusion)

- Ryan Hansen (Andy)
- Brooke Dillman (Sister Fran)
- Vanessa Martinez (Sister Maria)
- Alexandra Grossi (Ashley)
- Christel Khalil (Flirty Girl)
- Jason McNichols (Writer Guy)
- Chris Dotson (Sci-Fi Guy)
- Olivia May (Fun Girl #1)
- Stephanie Allynne (Fun Girl #2)

### Épisode 7:Et trois étalons dans l'écurie
- États-Unis /  Canada : 19 novembre 2012 sur CBS / Citytv
- France :
  - 23 novembre 2013 sur OCS Happy
  - 29 janvier 2016 sur HD1
- Suisse : 9 mars 2014 sur RTS Un
- Québec : 17 septembre 2015 sur VRAK.TV

- États-Unis : 9,74 millions de téléspectateurs[17] (première diffusion)
- Canada : 1,054 million de téléspectateurs[18]

- Ryan Hansen (Andy)
- Brandon W. Jones (Jebediah)
- Jack Depew (Jacob)
- Barry Finkel (Man)

### Épisode 8:Et le don de soi
- États-Unis /  Canada : 26 novembre 2012 sur CBS / Citytv
- France :
  - 23 novembre 2013 sur OCS Happy
  - 29 janvier 2016 sur HD1
- Suisse : 9 mars 2014 sur RTS Un
- Québec : 24 septembre 2015 sur VRAK.TV

- États-Unis : 11,74 millions de téléspectateurs[19] (première diffusion)
- Canada : 1,222 million de téléspectateurs[20]

- Ryan Hansen (Andy)
- Chase Winton (Ms. Shayne)
- Jessica Chaffin (en) (Druggie Girl)
- Sandy Martin (Ms. Pyle)
- Jeff Ellingson (Guy)
- Lauren Burns (Other Applicant)

### Épisode 9:Et c'est qui le patron?
- États-Unis /  Canada : 3 décembre 2012 sur CBS / Citytv
- France :
  - 30 novembre 2013 sur OCS Happy
  - 5 février 2016 sur HD1
- Suisse : 16 mars 2014 sur RTS Un
- Québec : 1er octobre 2015 sur VRAK.TV

- États-Unis : 10,17 millions de téléspectateurs[21] (première diffusion)
- Canada : 1,184 million de téléspectateurs[22]

- Ryan Hansen (Andy)
- Abby Elliott (Ruth)
- Natalie Cohen (Molly)
- Sharon Sachs (Choking Woman)

### Épisode 10:Et la fête de lancement
- États-Unis /  Canada : 10 décembre 2012 sur CBS / Citytv
- France :
  - 30 novembre 2013 sur OCS Happy
  - 5 février 2016 sur HD1
- Suisse : 16 mars 2014 sur RTS Un
- Québec : 8 octobre 2015 sur VRAK.TV

- États-Unis : 11,04 millions de téléspectateurs[23] (première diffusion)
- Canada : 1,12 million de téléspectateurs[24]

- Ryan Hansen (Andy)
- Nick Zano (Johnny)
- Noah Mills (Robbie)
- Darryl Stephens (Nevel)
- Amy Tolsky (Staples Lady)
- Brandon Herman (Hipster)

### Épisode 11:Et l'associé passif
- États-Unis /  Canada : 10 décembre 2012 sur CBS / Citytv
- France :
  - 30 novembre 2013 sur OCS Happy
  - 5 février 2016 sur HD1
- Suisse : 23 mars 2014 sur RTS Un
- Québec : 15 octobre 2015 sur VRAK.TV

- États-Unis : 10,78 millions de téléspectateurs[23] (première diffusion)
- Canada : 1,071 million de téléspectateurs[24]

- Ryan Hansen (Andy)
- James Hong (Mr. Chang)
- Connie Sawyer (Elderly Lady)
- Bianca Lawson (Stacy)

### Épisode 12:Et la magie des fêtes
- États-Unis /  Canada : 17 décembre 2012 sur CBS / Citytv
- France :
  - 30 novembre 2013 sur OCS Happy7
  - 5 février 2016 sur HD1
- Suisse : 23 mars 2014 sur RTS Un
- Québec : 22 octobre 2015 sur VRAK.TV

- États-Unis : 10,22 millions de téléspectateurs[25] (première diffusion)
- Canada : 1,458 million de téléspectateurs[26]

- Ryan Hansen (Andy)
- Frankie Shaw (Keefer)
- Rob Kerkovich (Judah)
- David Douglas (Dave)
- Amy Tolsky (Violet)
- Mick Page (Other Max)
- Christine Moore (Carol)
- Patrick Robert Smith (Police Officer #1)
- Robb Skyler (Mr. Wolf)

### Épisode 13:Et le week-end à la montagne
- États-Unis /  Canada : 14 janvier 2013 sur CBS / Citytv
- France :
  - 7 décembre 2013 sur OCS Happy
  - 5 février 2016 sur HD1
- Suisse : 30 mars 2014 sur RTS Un
- Québec : 29 octobre 2015 sur VRAK.TV

- États-Unis : 12,45 millions de téléspectateurs[27] (première diffusion)

- Ryan Hansen (Andy)
- Jeff Howard (Deke)
- Michael Dunn (Dirk)
- Craig Anton (Roger)
- Stacie Theon (Dottie)

### Épisode 14:Et pas assez de sommeil
- États-Unis /  Canada : 21 janvier 2013 sur CBS / Citytv
- France :
  - 7 décembre 2013 sur OCS Happy
  - 5 février 2016 sur HD1
- Suisse : 30 mars 2014 sur RTS Un
- Québec : 5 novembre 2015 sur VRAK.TV

- États-Unis : 11,56 millions de téléspectateurs[28] (première diffusion)
- Canada : 1,09 million de téléspectateurs[29]

- Ryan Hansen (Andy)
- Barret Swatek (Chick Lady)

### Épisode 15:Et la malédiction de la voyante
- États-Unis /  Canada : 4 février 2013 sur CBS / Citytv
- France :
  - 7 décembre 2013 sur OCS Happy
  - 12 février 2016 sur HD1
- Suisse : 6 avril 2014 sur RTS Un
- Québec : 12 novembre 2015 sur VRAK.TV

- États-Unis : 11,36 millions de téléspectateurs[30] (première diffusion)

- Caroline Aaron (Wiga)
- Amir Talai (Amir)
- Allan Rich (Lou)
- Fawn Irish (Woman)
- Joe Lorenzo (Worker #1)
- Eddie Alfano (Worker #2)
- Karen Rizzo (Woman #2)
- John Griggs (Paul)

### Épisode 16:Et réussir sa propre magie
- États-Unis /  Canada : 11 février 2013 sur CBS / Citytv
- France :
  - 7 décembre 2013 sur OCS Happy
  - 12 février 2016 sur HD1
- Suisse : 6 avril 2014 sur RTS Un
- Québec : 7 janvier 2016 sur VRAK.TV

- États-Unis : 10,9 millions de téléspectateurs[31] (première diffusion)

- 2 Chainz (lui-même)
- Graham Campbell (Adam)
- Bill Palermo (Pilot Brian)
- Carole Davis (Agnès)
- Roby Rudnick (Hal)

### Épisode 17:Et la hanche cassée
- États-Unis /  Canada : 18 février 2013 sur CBS / Citytv
- France :
  - 14 décembre 2013 sur OCS Happy
  - 12 février 2016 sur HD1
- Suisse : 13 avril 2014 sur RTS Un
- Québec : 14 janvier 2016 sur VRAK.TV

- États-Unis : 10,25 millions de téléspectateurs[32] (première diffusion)
- Canada : 1,1 million de téléspectateurs[33]

- Andy Dick (J. Petto)
- Kevin Christy (Phil Chillin)
- Kendal Rae (Tina)
- Howard Seth Cohen (Geek Captain)
- Nick Josephs (Hipster #1)
- Ari Herstand (Hipster #2)
- Brice Williams (Man)

### Épisode 18:Et la tasse avec la mouette
- États-Unis /  Canada : 25 février 2013 sur CBS / Citytv
- France :
  - 14 décembre 2013 sur OCS Happy
  - 12 février 2016 sur HD1
- Suisse : 13 avril 2014 sur RTS Un
- Québec : 21 janvier 2016 sur VRAK.TV

- États-Unis : 10,41 millions de téléspectateurs[34] (première diffusion)

- Missi Pyle (Charity)
- Deanne Bray (Joanne)
- Rod Keller (Bob)
- Laura Clery (Wren)
- Lynne Marie Stewart (Svetlana)
- Brian George (Aakash)
- Michael Liu (Guy #1)

### Épisode 19:Et la distraction temporaire
- États-Unis /  Canada : 18 mars 2013 sur CBS / Citytv
- France :
  - 14 décembre 2013 sur OCS Happy
  - 12 février 2016 sur HD1
- Suisse : 20 avril 2014 sur RTS Un
- Québec : 28 janvier 2016 sur VRAK.TV

- États-Unis : 8,56 millions de téléspectateurs[35] (première diffusion)
- Canada : 1,312 million de téléspectateurs[36]

- Debra Wilson (Delores)
- Marc Evan Jackson (Eli)
- Ernie Grunwald (Leon)
- Elizabeth Ho (Mrs. Yi)
- Brad Benedict (Donny)
- Annie Sertich (Jane)

### Épisode 20:Et la boule de bowling...
- États-Unis /  Canada : 25 mars 2013 sur CBS / Citytv
- France :
  - 14 décembre 2013 sur OCS Happy
  - 12 février 2016 sur HD1
- Suisse : 20 avril 2014 sur RTS Un
- Québec : 4 février 2016 sur VRAK.TV

- États-Unis : 8,76 millions de téléspectateurs[37] (première diffusion)

- Kym Whitley (en) (Shirley)

### Épisode 21:Et le pire autoportrait de l'histoire...
- États-Unis /  Canada : 15 avril 2013 sur CBS / Citytv
- France :
  - 21 décembre 2013 sur OCS Happy
  - 19 février 2016 sur HD1
- Suisse : 27 avril 2014 sur RTS Un
- Québec : 11 février 2016 sur VRAK.TV

- États-Unis : 7,54 millions de téléspectateurs[38] (première diffusion)
- Canada : 1,036 million de téléspectateurs[39]

- Ryan Hansen (Andy)
- Kym Whitley (en) (Shirley)
- Rebecca Burchett (Ashley)
- Kimberly Pfeffer (Jen)
- Aaron Scotti (Guy)

### Épisode 22:Et la figuration
- États-Unis /  Canada : 29 avril 2013 sur CBS / Citytv
- France :
  - 21 décembre 2013 sur OCS Happy
  - 19 février 2016 sur HD1
- Suisse : 27 avril 2014 sur RTS Un
- Québec : 18 février 2016 sur VRAK.TV

- États-Unis : 7,85 millions de téléspectateurs[40] (première diffusion)
- Canada : 1,073 million de téléspectateurs[41]

- Tom Parker (DJ)
- Eddie Shin (Tom)
- Kyle Gass (Buzz)
- Annie Sertich (Karen)

### Épisode 23:Et le mensonge de taille
- États-Unis /  Canada : 6 mai 2013 sur CBS / Citytv
- France :
  - 21 décembre 2013 sur OCS Happy
  - 19 février 2016 sur HD1
- Suisse : 4 mai 2014 sur RTS Un
- Québec : 25 février 2016 sur VRAK.TV

- États-Unis : 7,97 millions de téléspectateurs[42] (première diffusion)
- Canada : 887 000 téléspectateurs[43]

- Steven Weber (Martin Channing)
- Piers Morgan (lui-même)
- Beth Lacke (Sandra)
- Gary Kraus (Brian)
- Anastasia Basil (Masseuse)

### Épisode 24:Et la fenêtre d'opportunité
- États-Unis /  Canada : 13 mai 2013 sur CBS[44] / Citytv
- France :
  - 21 décembre 2013 sur OCS Happy
  - 19 février 2016 sur HD1
- Suisse : 4 mai 2014 sur RTS Un
- Québec : 3 mars 2016 sur VRAK.TV

- États-Unis : 8,94 millions de téléspectateurs[45] (première diffusion)
- Canada : 932 000 téléspectateurs[46]

- Tim Bagley (Dennis Endicott III)
- Jennifer Elise Cox (Miss Trudy)
- Bonnie Hellman (Jean)
- James Pumphrey (Beer Hipster)